# ابرخوشه ستاره‌ای باز

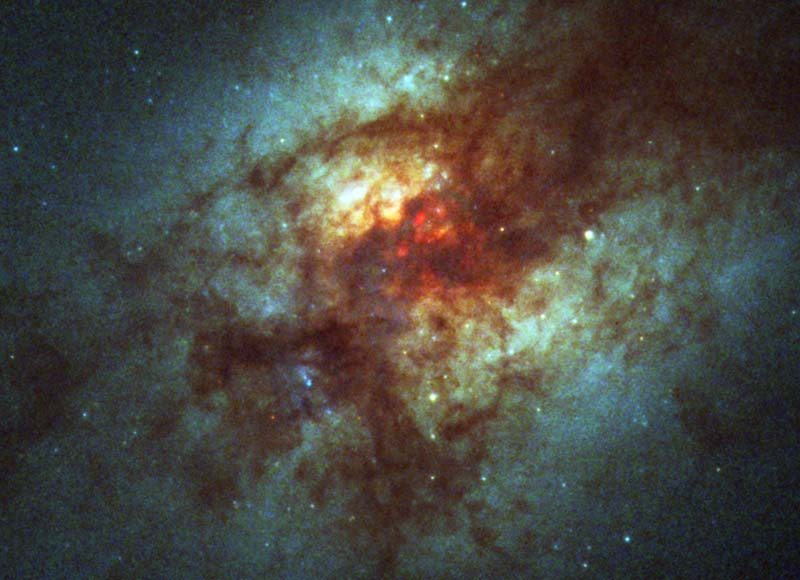
نمایی از ابرخوشهٔ ستاره‌ای باز (نقطه‌های روشن کوچک)، در تصویر تلسکوپ فضایی هابل از کهکشان آرپ ۲۲۰

ابراخترخوشه (انگلیسی: Super star cluster) یا (SSC) یک خوشه باز جوان بسیار بزرگ است که تصور می‌شود پیشرو یک خوشۀ گویچه‌ای باشد. این خوشه‌ها را «اَبَر» یا «super» می‌نامند، زیرا نسبتاً درخشان‌تر هستند و جرم بیشتری نسبت به دیگر خوشه‌های ستاره‌ای جوان دارند. با این حال، SSC نباید از نظر فیزیکی بزرگتر از خوشه‌های دیگر با جرم و درخشندگی کمتر باشد. آنها معمولاً حاوی تعداد بسیار زیادی از ستاره‌های جوان و پرجرم هستند که ناحیه HII اطراف یا به اصطلاح «منطقه اچ ۲ (HII) فوق‌العاده متراکم (UDHII)» را در کهکشان راه شیری یا در دیگر کهکشان‌ها یونیزه می‌کنند (اما SSCها این کار را نمی‌کنند؛ ستاره برای یونیزه کردن لازم است که در داخل یک منطقه HII باشد). ناحیه HII یک SSC به نوبه خود توسط پیله‌ای از غبار احاطه شده‌است. در بسیاری از موارد، به دلیل سطوح بالای انقراض، ستارگان و نواحی HII برای مشاهدات در طول موج‌های خاصی از نور، مانند طیف مرئی، نامرئی خواهند بود. در نتیجه، جوانترین SSCها به بهترین وجه در رادیو و مادون قرمز مشاهده و عکسبرداری می‌شوند. SSCها، مانند Westerlund 1 (Wd1)، در کهکشان راه شیری یافت شده‌است.با این حال، بیشتر در مناطق دورتر از جهان مشاهده شده‌است. تنها در کهکشان M82، 197 SSC جوان با استفاده از تلسکوپ فضایی هابل مشاهده و شناسایی شده‌است.
به‌طور کلی، SSCها در برهمکنش‌های بین کهکشان‌ها و در مناطقی با مقادیر زیاد شکل‌گیری ستارگان با فشار کافی بالا برای ارضای ویژگی‌های مورد نیاز برای تشکیل یک خوشه ستاره‌ای شکل می‌گیرند. این مناطق می‌توانند شامل کهکشان‌های جدیدتر با ستاره‌زایی بسیار جدید، کهکشان‌های ستاره‌باران کوتوله،بازوهای یک کهکشان مارپیچی که سرعت تشکیل ستاره بالایی دارند، و نشانی در ادغام کهکشان‌ها باشد. در یک مجله نجومی منتشر شده در سال ۱۹۹۶، با استفاده از تصاویر گرفته شده‌است.

## ویژگی‌ها
ویژگی‌های معمول در ابرخوشه‌ها:
```
* جرم بیش از 

  

    

      

        
≳

      

    

    
{\displaystyle \gtrsim }

  

 

  

    

      

        

          
10

          

            
5

          

        

      

    

    
{\displaystyle 10^{5}}

  

M
☉
[
۲
]

* شعاع ≈ 5 pc ≈ 

  

    

      

        

          
10

          

            
19

          

        

      

    

    
{\displaystyle 10^{19}}

  

 cm
[
۲
]

*Age ≈ 100 Myr
[
۲
]
 (Although other sources state that observed SSCs have an age of 1 Gyr
[
۳
]
)
* سن
* چگالی الکترون‌های بزرگ
* فشارها
```